# Diaporthe obsoleta
Diaporthe obsoleta är en svampart som beskrevs av Sacc. 1875. Diaporthe obsoleta ingår i släktet Diaporthe och familjen Diaporthaceae.   Inga underarter finns listade i Catalogue of Life.